# Mars (schip, 1564)

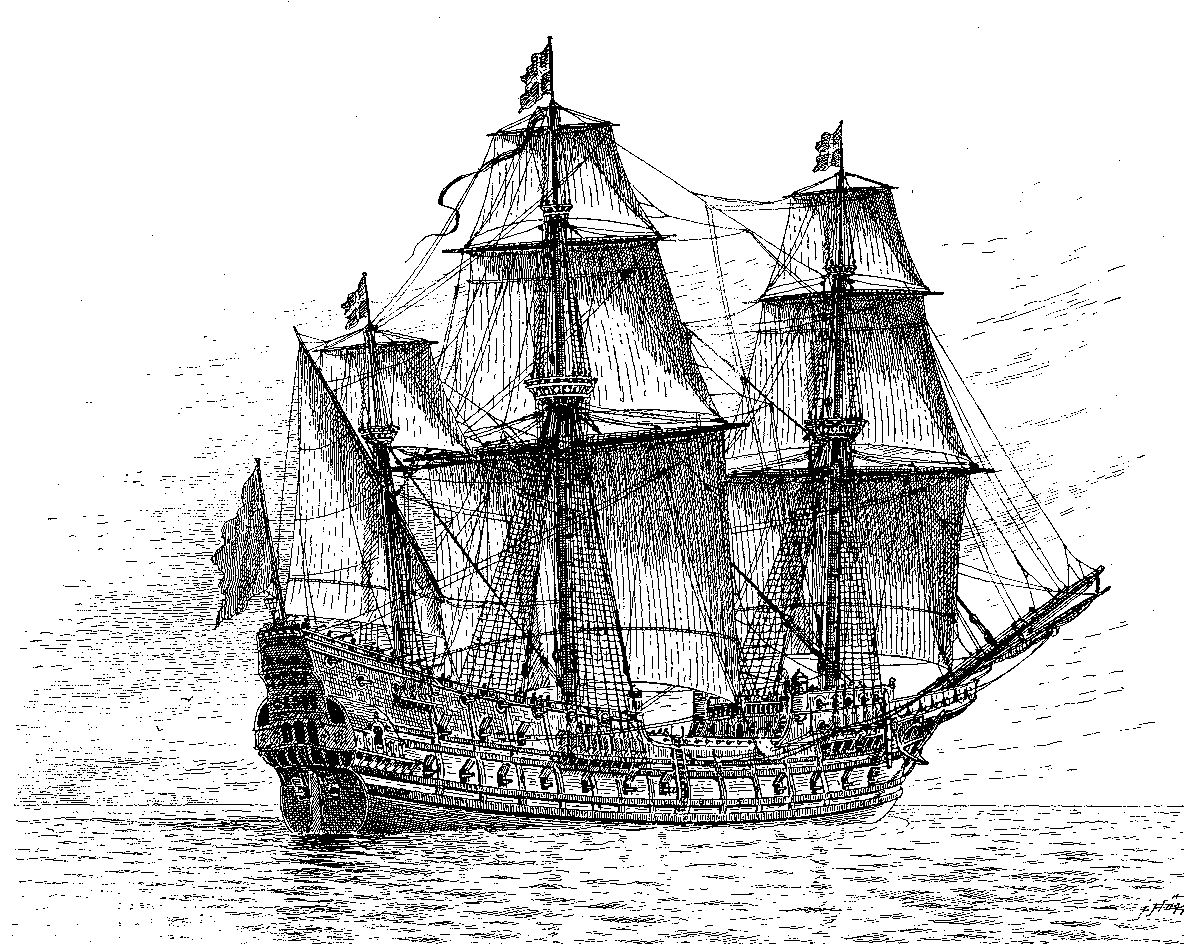
Mars (artistieke reconstructie uit 1909)

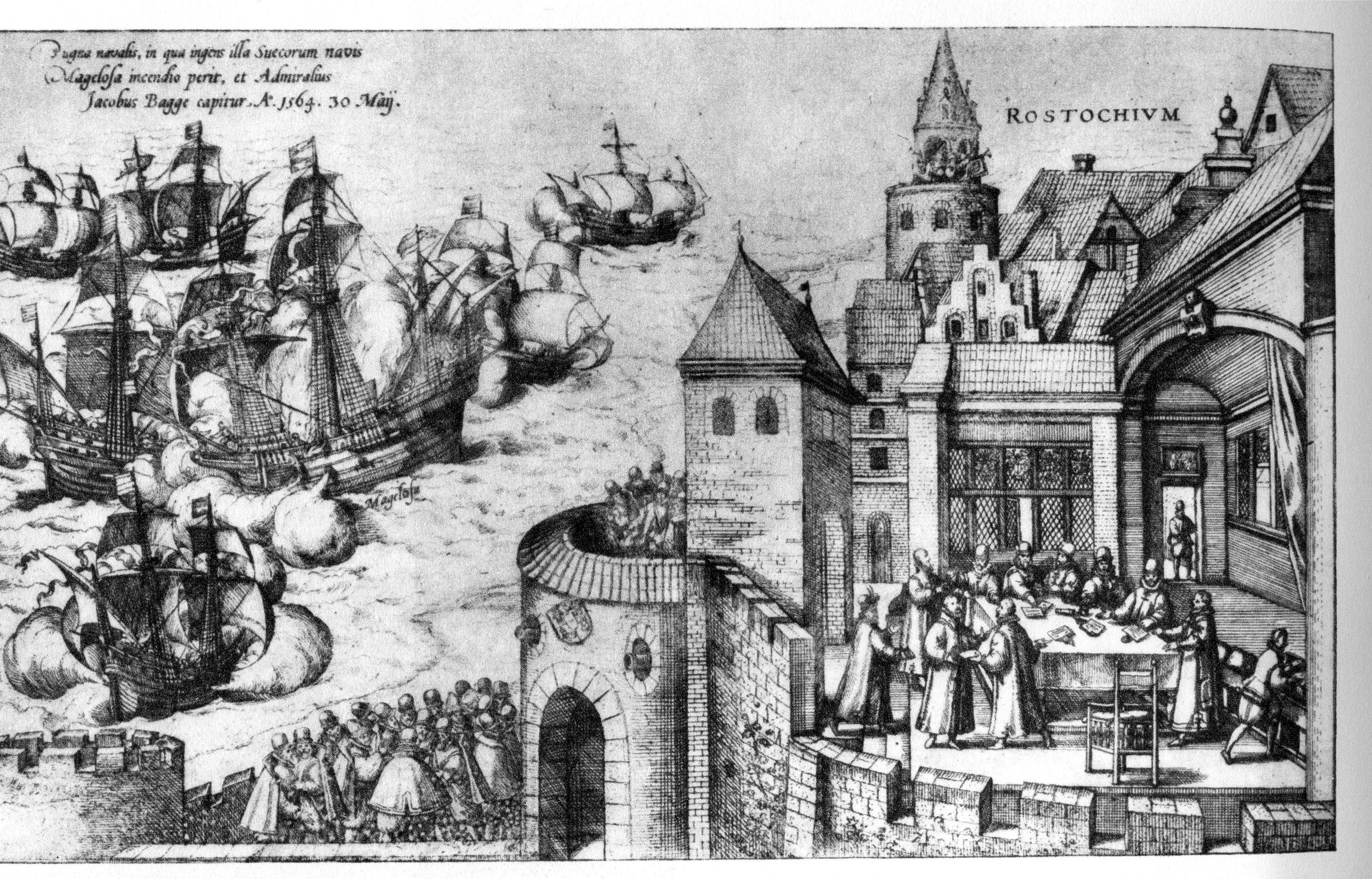
De Mars geënterd door de bemanning van Der Engel uit Lübeck

De Mars, ook genoemd Makalös, was een houten driemaster en vlaggenschip van de oorlogsvloot van de Zweedse koning Erik XIV. Het 70 meter lange schip werd gebouwd tussen 1563 en 1564. Het zonk in de slag bij Öland in de Oostzee in 1564.

## Ondergang
Het schip werd het vlaggenschip van de Zweedse vloot. Tijdens de Zevenjarige Oorlog betwistten Zweden en Denemarken elkaar de hegemonie over de handel in de Oostzee. Tijdens de slag bij het eiland Öland einde mei 1564 bleek dat de Mars in vuurkracht moest onderdoen voor de tegenpartij. Op de tweede dag werd het schip bestookt met vuurkogels door Duitse huurlingen, die daarna het schip enterden. Het vuur bereikte de kruitvoorraad van het schip, waarna het ontplofte en zonk. Achthonderd Zweedse en Duitse opvarenden zouden hierbij om het leven zijn gekomen.

## Wrak
In 2011 werd het wrak gelokaliseerd op 75 meter diepte nabij Öland. Het schip bleek uitstekend geconserveerd. Er werd beslist om het wrak ter plaatse te bestuderen en documenteren en het niet te bergen.